# Alberto Ronchey
Alberto Ronchey (ur. 26 września 1926 w Rzymie, zm. 5 marca 2010 tamże) – włoski eseista i dziennikarz, w latach 1992–1994 minister kultury.

## Życiorys
Rodzina jego ojca pochodziła ze Szkocji. Od 1943 pracował w nielegalnym wówczas czasopiśmie „La Voce Repubblicana”, związanym z zakazaną przez faszystów Włoską Partią Republikańską. Po wojnie ukończył w Rzymie studia prawnicze, zawodowo związał się z dziennikarstwem. Był dziennikarzem jawnego już „La Voce Repubblicana” (pełnił funkcję zastępcy redaktora naczelnego w latach 1954–1956) i tłumaczem w agencji prasowej ANSA. Później pracował w „Il Mondo” i w „il Resto del Carlino”, następnie w „La Stampa” (w tym w latach 1968–1973 jako jego redaktor naczelny) oraz w „Corriere della Sera”. Był korespondentem w Moskwie, pisał reportaże z Konga, Cypru, Indii, Japonii, Kuby czy Stanów Zjednoczonych. Współpracował z nadawcą publicznym RAI, z rekomendacji republikanów wchodził od 1968 w skład jego rady dyrektorów.
Od czerwca 1992 do maja 1994 sprawował urząd ministra kultury w rządach, którymi kierowali Giuliano Amato i Carlo Azeglio Ciampi. W latach 1994–1998 pełnił funkcję prezesa grupy medialnej Rizzoli-Corriere della Sera.
Autor licznych publikacji książkowych, m.in. Le autonomie regionali e la Costituzione (1952), La Russia del disgelo (1963), Russi e cinesi (1964), L'ultima America (1967), Prospettive del pensiero politico contemporaneo (1970), Atlante ideologico (1973), La crisi Americana (1975), USA-URSS, i giganti malati (1981), Chi vincerà in Italia? La democrazia bloccata, i comunisti e il 'fattore K' (1982), Diverso parere (1983), Giornale contro (1984), Fin di secolo in fax minore (1995), Atlante italiano (1997), Accadde a Roma nell'anno 2000 (1998) i Viaggi e paesaggi in terre lontane (2007).
Odznaczony Orderem Zasługi Republiki Włoskiej I klasy (1994). Był laureatem nagrody dziennikarskiej Premiolino.